# Olof Palme
Sven Olof Joachim Palme (Estocolm, 30 de gener de 1927 - 28 de febrer de 1986) ( ? i  escolteu-ne la pronunciació en suec) fou el líder del Partit Socialdemòcrata de Suècia des del 1969 i primer ministre de Suècia entre el 1969 i el 1976, i reescollit el 1982. Fou assassinat el 1986 mentre encara exercia el càrrec de primer ministre: quan passejava en companyia de la seva dona després de sortir del cinema fou tirotejat per un desconegut.

## Biografia
Olof Palme va néixer a Östermalm, Estocolm, Suècia. Tot i provenir d'una família acomodada, la seva orientació política va arribar a estar influïda per les idees socialdemòcrates. Els seus viatges pel Tercer Món i els Estats Units -on va veure la profunda desigualtat econòmica i la segregació racial- van contribuir a definir la seva ideologia política.
Amb una beca, va estudiar a Kenyon College, Ohio de 1947 a 1948, obtenint el títol de batxiller en arts en menys d'un any. Després de viatjar pels EUA, va tornar a Suècia per estudiar Dret a la Universitat d'Estocolm. Durant aquell temps a la universitat, es va involucrar en la política estudiantil, en col·laboració amb la Unió Nacional d'Estudiants de Suècia. El 1951, es va convertir en membre de l'associació d'estudiants socialdemòcrates a Estocolm. L'any següent, va ser elegit President de la Unió Nacional d'Estudiants de Suècia.

## Carrera política

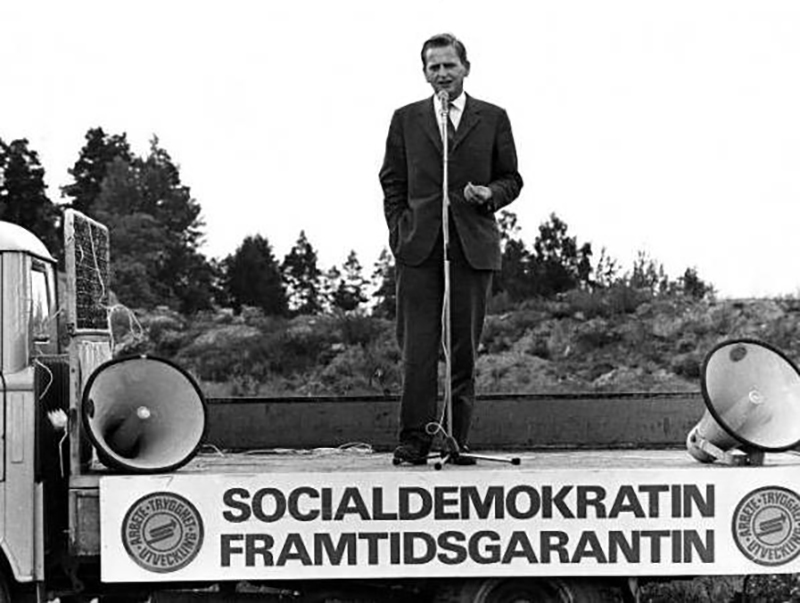
Olof Palme en un míting al 1968.

El 1953, Palme va ser reclutat pel primer ministre socialdemòcrata Tage Erlander per tal que treballés en el seu govern. El 1957 va ser escollit diputat al Parlament de Suècia.
Olof Palme va ocupar diversos llocs dels gabinets des 1963. El 1967 va ser nomenat ministre d'Educació. Quan el líder del partit Tage Erlander va renunciar al poder el 1969, Palme va ser elegit com a nou líder del Partit Socialdemòcrata i primer ministre de Suècia.
Palme es va convertir, al costat de Raoul Wallenberg i Dag Hammarskjöld, en el polític suec més conegut del segle xx en l'àmbit internacional, pels seus 125 mesos de permanència en el càrrec de primer ministre, la ferotge oposició a la política exterior nord-americana i el seu assassinat.

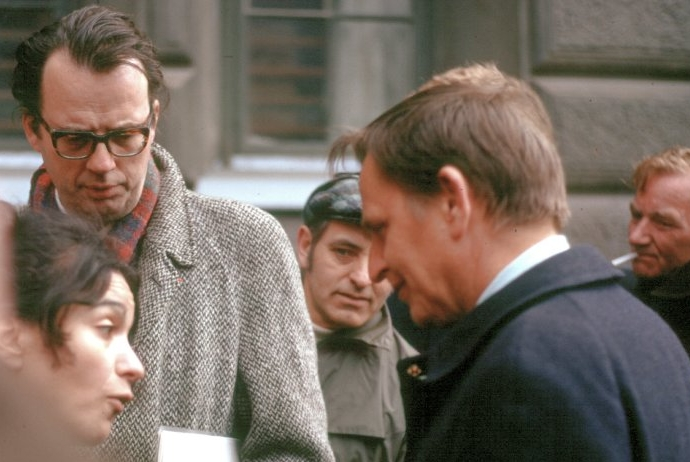
Olof Palme en un acte al 1973

Va defensar amb fermesa els seus principis en diversos fòrums, criticant els Estats Units pel que fa a la guerra del Vietnam, les armes nuclears i la política de l'apartheid a Sud-àfrica, en tant que va defensar el dret a l'autodeterminació del poble palestí i la no-intervenció dels Estats Units a Cuba. Però abans que res, el caracteritzaven la seva defensa del pacifisme i l'universalisme.
A nivell internacional es va comprometre profundament amb la problemàtica dels països del Tercer Món, així com en qüestions sobre la democràcia i el desarmament. Va condemnar, sovint en termes dràstics, els excessos de dictadures tant de dreta com d'esquerra. Va realitzar una sèrie de missions internacionals, i mediador de l'ONU durant un període en la guerra entre Iran i Iraq.

## Assassinat

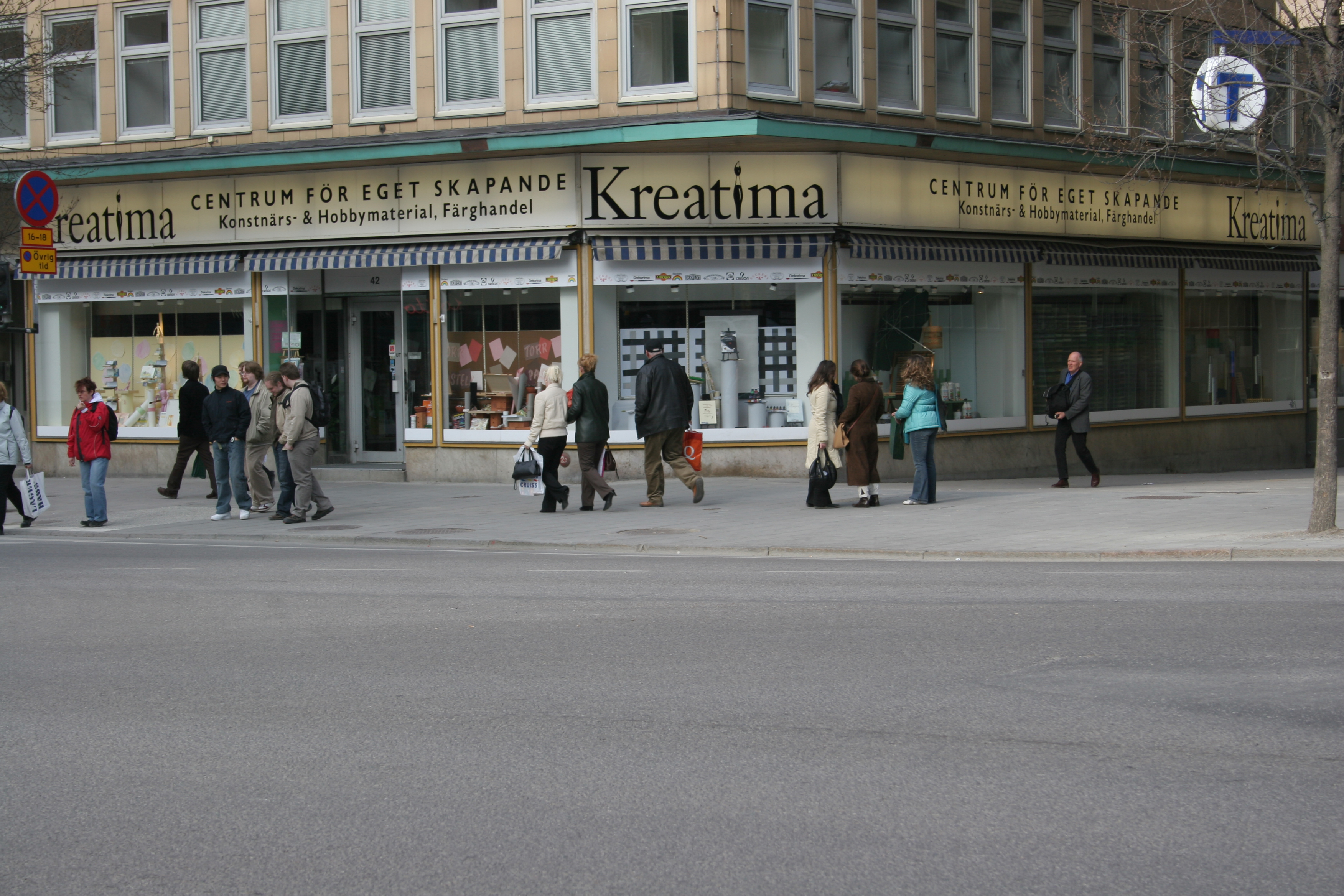
Cantonada on Olof Palme va ser assassinat el 28 de febrer de 1986.

Olof Palme fou assassinat el 28 de febrer de 1986 al centre d'Estocolm. Aquest crim segueix sense estar resolt, de manera que encara es barregen diverses teories al voltant del fet. El 1988, Christer Pettersson, un alcohòlic i toxicòman suec, va ser detingut en relació al cas i va ser absolt per falta de proves.
Algunes teories assenyalen que els autors de l'assassinat podrien ser els serveis secrets de la República de Sud-àfrica ja que, aleshores, Palme era un decidit lluitador contra l'apartheid a què estava sotmesa la població negra del país africà. Altres apunten que podria ser la CIA o els serveis secrets anglesos, pel fet que el president suec es va destacar per lluitar contra el neoliberalisme (en aquells dies en enlairament) que duien a terme Ronald Reagan i Margaret Thatcher.